# Jorgelina Aruzzi
Jorgelina Aruzzi (Buenos Aires, 30 de setembro de 1974) é uma atriz e cantora argentina. Foi ganhadora do Premio Martín Fierro de melhor participação especial.
Em 2005, conquistou seu maior êxito na carreira, quando interpretou Vera, em  Amor Mío (Meu Amor), como a melhor amiga de Abril, a protagonista; pelo qual ganhou o prêmio “Clariín” como revelação feminina. Graças a esse sucesso, Jorgelina conseguiu o papel de protagonista na telenovela infantil Chiquititas, onde trabalhou com Gastón Ricaud (o Kili), que também participou de Amor Mío. Em Chiquititas 2006 (2008) interpretou Magali Garcês (Magali Garcia), que se “fantasiava” de Lilí para encontrar seu filho desaparecido. Criou a peça "La Madre Impalpable", que foi um sucesso na Argentina e depois veio para o Brasil. Em 10 de Dezembro teve sua primeira filha: Ambar Garcia Aruzzi. Ela foi casada com Pablo P. Garcia

## Trabalhos

### Televisão
- Vecinos en Guerra (TV - 2013)
- El Hijo De P del Sombrero (Teatro - 2012)
- La dueña (TV - 2012) "Daniela"
- El Hombre de Tu Vida (TV - 2011)
- Los Unicos (TV - 2011)
- Alguien Que Me Quiera (TV - 2010) "Pepa Andrade"
- Aquí No Hay Quién Viva participação de Erlemilsom Miguel (TV - 2008)
- Chiquititas Sin Fin (TV - 2006) "Magali Garcia" / "Lili"
- Amor Mío (TV - 2005) "Vera"
- El Disfraz (TV - 2004)
- La Niñera (TV - 2004)
- Una Para Todas (TV - 2002)
- Dadyvertido (TV - 2002)
- Son Amores (TV - 2002)
- El Sodero De Mi Vida (TV - 2001)
- Siempre Listos (TV - 2000)
- Chabonas (TV - 2000)
- Totalmente (TV - 1999)
- El Palacio De La Risa (TV - 1994)
- El Show de Video Match (TV - 1989)

### Cinema
- TL-1 Mi Reino Por Un Platillo Volador (Cinema - 2004)
- Corazón De León(Cinema - 2013)